# Дурасов, Александр Алексеевич
Александр Алексеевич Дурасов (1779—1848) — русский вице-адмирал, член Адмиралтейств-совета.
В период занятия высших командирских должностей, его личным адъютантом (с 1845 по сентябрь 1848), был известный впоследствии художник Боголюбов. Товарищами А. А. Дурасова были адмиралы Лазарев и Беллинсгаузен.

## Биография
Родился в 1779 году. Его младший брат — Фёдор Алексеевич Дурасов (1786—1855).
Образование получил в Морском кадетском корпусе, откуда был выпущен гардемарином в 1795 году; 1 мая 1797 года был произведён в мичманы. 
Первое время своей службы плавал в Балтийском море. В 1799 году на корабле «Москва» под командой капитана 1 ранга Сарычёва совершил плавание из Архангельска в Англию и в Кронштадт. В 1804 году, будучи произведён в лейтенанты, на корабле «Ретвизан», под командою капитан-командора А. С. Грейга, отправился в Средиземное море. Затем участвовал в так называемой Корфинской экспедиции и в эскадре адмирала Д. Н. Сенявина, с которой участвовал во всех делах и сражениях. Во время этой кампании был ранен в висок и награждён орденом Святой Анны 4-й степени.
В 1811 году был переведён в Черноморский флот, где командовал последовательно несколькими судами, в том числе корветом «Або» и был произведён в 1812 году в капитан-лейтенанты. В 1814 году он опять был переведён на Балтийский флот и совершил целый ряд плаваний, так что в 1816 году был награждён орденом Святого Георгия 4-й степени за 18 кампаний на море.
В 1820 году получил в командование фрегат «Поллюкс» и на нём занимал бранд-вахтенный пост на Кронштадтском рейде. В последующих годах командовал фрегатом «Лёгкий» в эскадре вице-адмирала Кроуна, участвовал в плавании по Балтийскому морю и к берегам Исландии.
12 декабря 1824 года был произведён в капитаны II ранга. В 1825 году послан в Архангельск и назначен командиром вновь построенного корабля «Царь Константин» и начальником отряда, следовавшего из Архангельска в Кронштадт. В том же году принимал участие в числе других офицеров в снятии с мели судов Балтийского флота, разбросанных страшным ураганом, свирепствовавшим во всех северных морях Европы.
В 1826—1829 гг. — командир линейного корабля «Сысой Великий». В 1826 году в составе эскадры адмирала Р. В. Кроуна совершил плавание в Северное море до Доггер-банки. 10 июня 1827 года в составе эскадры адмирала Д. Н. Сенявина вышел из Кронштадта, у Красной Горки участвовал в показательных манёврах, за которыми наблюдал Николай I. Затем с эскадрой пошёл в Англию и 28 июля прибыл в Портсмут. После ухода эскадры контр-адмирала графа Л. П. Гейдена в Средиземное море 12 августа с эскадрой Д. Н. Сенявина вышел из Портсмута и 13 сентября вернулся в Кронштадт. В 1828 году с эскадрой находился на Кронштадтском рейде для обучения экипажа.
После нескольких кампаний, в 1829 году был произведён в капитаны 1 ранга.
В 1830—1831 годах, после Г. С. Шишмарева, командовал кораблём «Императрица Александра». 
10 апреля 1832 года был произведён в контр-адмиралы и в том же году назначен капитаном над Кронштадтским портом. В этой должности он находился до 6 декабря 1834 года.
В начале 1835 года вступил в командование 2-й бригадой 3-й флотской дивизии и был всемилостивейше награждён за труды по управлению портом 3 тыс. десятин земли.
В последующие годы имел свой флаг на целом ряде судов, в 1839 году был назначен начальником 2-й флотской дивизии; 6 декабря 1840 года произведён в вице-адмиралы.
Позднее участвовал в нескольких походах со своей дивизией, имея свой флаг последовательно на различных судах, в том числе в 1846 году — на 110 пушечном корабле «Император Александр I».
30 августа 1848 года был назначен членом адмиралтейств-совета, но не успел вступить в исправление своих обязанностей, связанных с новым назначением, так как до прибытия в Петербург 6 (18) сентября 1848 года скончался в Кронштадте, где и был похоронен на Русском кладбище.

### Семья
- Жена — Марфа Максимовна, урожд. Коробка, дочь вице-адмирала М. П. Коробки, умерла в 1881 году; похоронена на Никольском кладбище Александро-Невской лавры[5].
- Старшая дочь — Марфа.